# Peter Šefman
Peter Šefman, slovenski uradnik, * ?.
Bil je svetovalec predsednika Slovenije Milana Kučana.

## Odlikovanja in nagrade
Leta 2000 je prejel častni znak svobode Republike Slovenije z naslednjo utemeljitvijo: »za požrtvovalno delo v dobro slovenske države«.